# Nagypapa hadművelet
A Nagypapa hadművelet (eredeti cím: The War with Grandpa) 2020-ban bemutatott amerikai családi-filmvígjáték, amelyet Tim Hill rendezett, valamint Tom J. Astle és Matt Ember írt, Robert Kimmel Smith azonos című regénye alapján. A főszerepet Robert De Niro, Uma Thurman, Rob Riggle, Oakes Fegley, Cheech Marin, Jane Seymour és Christopher Walken alakítja.
A filmet az Amerikai Egyesült Államokban 2020. október 9-én mutatta be a 101 Studios / Brookdale Studios, Magyarországon két héttel hamarabb, szeptember 24-én jelent meg szinkronizálva a Prorom Entertainment Kft. forgalmazásában.
Az eredetileg 2017 májusában forgatott film megjelenését többször is elhalasztották a forgatási változtatások és az eredeti forgalmazó, a The Weinstein Company megszűnése miatt. Általánosságban negatív véleményeket kapott a kritikusoktól, és világszerte 40 millió dolláros bevételt ért el a 38 millió dolláros gyártási költségvetésével szemben.

## Rövid történet
Peter feldúlt, hogy a nagyapjával kell megosztania szeretett szobáját, ezért úgy dönt, háborút indít, hogy visszaszerezze azt.

## Szereplők
| Szerep                                                                                      | Színész            | Magyar hang     |
| ------------------------------------------------------------------------------------------- | ------------------ | --------------- |
| Ed, Sally apja, Peter és Mia nagyapja, Arthur apósa, valamint Danny és Jerry egyik barátja. | Robert De Niro     | Reviczky Gábor  |
| Peter Decker, Ed unokája, Arthur és Sally fia, Mia testvére.                                | Oakes Fegley       | Gáll Dávid      |
| Sally Decker, Ed lánya, Arthur felesége, valamint Mia és Peter anyja.                       | Uma Thurman        | Für Anikó       |
| Jerry, Danny és Ed egyik barátja, Diane férje.                                              | Christopher Walken | Barbinek Péter  |
| Diane, Jerry felesége                                                                       | Jane Seymour       | Kovács Nóra     |
| Arthur Decker, Ed veje, Sally férje, Mia és Peter apja.                                     | Rob Riggle         | Stohl András    |
| Mia Decker, Ed unokája, Arthur és Sally lánya, valamint Peter húga.                         | Laura Marano       | Rudolf Szonja   |
| Danny, Jerry és Ed jó barátja.                                                              | Cheech Marin       | Várkonyi András |
| boltvezető                                                                                  | Faizon Love        | Dózsa Zoltán    |

## A film készítése
A film forgatása 2017. május 2-án kezdődött Atlantában (Georgia). Hat hónapig tartott a forgatás.

## Megjelenés
A Nagypapa hadműveletet eredetileg a The Weinstein Company Dimension Films jelenítette volna meg 2018. február 23-án; azonban egy hónappal a kiadása előtt kihúzták a bemutatólistáról. Ezt követően a tervek szerint 2018. április 21-én jelent volna meg, amelyet később 2018. október 20-ra halasztottak a forgatási helyváltoztatás miatt. 2018 márciusában bejelentették, hogy a Weinstein Company már nem terjeszti tovább a filmet, és a jogokat is visszavonták a producerek.
2020 júniusában a 101 stúdió megszerezte a film terjesztési jogát, és 2020. szeptember 18.-i dátumra tűzte ki a premiert; végül elhalasztották október 9-re.